# Sambizanga (film)
Sambizanga è un film del 1972, diretto da Sarah Maldoror, che l'ha anche sceneggiato insieme al marito Mário Pinto de Andrade e Maurice Pons. Si tratta di una coproduzione Francia-Angola, con l'attore brasiliano Domingos de Oliveira nel ruolo del protagonista.
La pellicola, basata sul libro A vida verdadeira de Domingos Xavier dello scrittore angolano José Luandino Vieira, ha ottenuto riconoscimenti in vari festival cinematografici.

## Trama
Domingos Xavier, un rivoluzionario angolano, viene arrestato dalla polizia segreta portoghese. Portato nella prigione di Sambizanga, subisce interrogatori e torture affinché riveli i nomi di altri attivisti. Il film è in gran parte raccontato dal punto di vista di Maria, la moglie di Xavier, che va in cerca dell'uomo senza capire esattamente cosa sia successo. Non lo rivedrà più vivo, in quanto egli finisce per soccombere alle torture.

## Stile
Selezionato in un numero di Cahiers du cinéma tra quelle opere appartenenti a una storia del cinema più vasta, eteroclita e diversa, Sambizanga è una ricostruzione vista attraverso la sensibilità piuttosto che la storia, l'attenzione della regista è rivolta ai gesti quotidiani focalizzandosi su tenerezza, fragilità o collera in un'epoca dove il colonialismo lascia intravedere i suoi ultimi fuochi.